# Шоу, Брайан (стронгмен)
Брайан Шоу (род. 26 февраля 1982 года, Форт Люптон, штат Колорадо) — профессиональный американский стронгмен, армрестлер, победитель турнира World’s Strongest Man в 2011, 2013, 2015 и 2016 годах.
В октябре 2024 года был включён в Международный спортивный зал славы.

## Биография
Брайан родился в Форт Люптон, Колорадо, в семье Джея и Бонни Шоу. Свою карьеру Брайан Шоу начал в октябре 2005 года с победы в соревновании «Самый сильный человек Денвера» в статусе любителя. Всего несколько месяцев спустя, в 2006 году он присоединился к профессионалам. В 2009 году выступил на «Fortissimus» в Канаде и занял третье место. При этом стал единственным человеком, который поднял 6 камней атласа массой от 300 до 425 фунтов. Впоследствии отправился в Румынию на соревнования World Strongman Super Series. В сентябре отправился на соревнования по стронгмену в Валлетту. Именно там и началось его соперничество с Жидрунасом Савицкасом. В сентябре 2010 года в Сан-Сити, Южная Африка, он квалифицировался в финал и снова встретился с Жидрунасом Савицкасом. Савицкас имел более высокие показатели (3 первых места в 6 соревнованиях), чем Шоу (2 из 6-ти), и завоевал титул чемпиона 2010 года. В октябре 2010 года Шоу снова встретился с Савицкасом в стамбульском этапе шоу «Giants Live» и занял второе место после литовца. В 2011 году выиграл турнир имени Йоуна Полла Сигмарссона, тогда же  встретился с Савицкасом уже на довольно серьёзном турнире — World’s Strongest Man. Шоу обошёл Савицкаса по показателям и занял первое место. Свой успех он повторил в 2013, 2015 и 2016.
В июне 2024 года начал профессионально заниматься армрестлингом под руководством Девона Ларратта. 14 декабря 2024 года победил Эдди Холла в дебютном матче со счётом 4:2.

## Личные рекорды
- Становая тяга: 420 кг (без лямок), 454 кг (с лямками)
- Жим лёжа: 238 кг (2 повторения)